# Jürgen Ehlers
Jürgen Ehlers (Amburgo, 29 dicembre 1929 – Potsdam, 20 maggio 2008) è stato un fisico tedesco.
Nel 1995 ha fondato, presso la Società Max Planck, l'Istituto Max Planck per la fisica gravitazionale (Istituto Albert Einstein) di Potsdam. Si è principalmente occupato di cosmologia e relatività generale. Da lui prende nome il teorema di Ehlers-Geren-Sachs.